# Prata do Piauí
Prata do Piauí este un oraș în Piauí (PI), Brazilia.